# Африкански горски сънливец
Африканският горски сънливец (Graphiurus murinus) е вид гризач от семейство Сънливцови (Gliridae). Възникнал е преди около 0,0117 млн. години по времето на периода кватернер. Видът не е застрашен от изчезване.

## Разпространение и местообитание
Разпространен е в Бурунди, Етиопия, Замбия, Зимбабве, Кения, Лесото, Малави, Мозамбик, Руанда, Танзания, Уганда и Южна Африка.
Обитава скалисти райони, гористи местности, пустинни области, долини, ливади, храсталаци и савани в райони с тропически, умерен и субтропичен климат, при средна месечна температура около 21,7 градуса.

## Описание
На дължина достигат до 7,6 cm, а теглото им е около 20,1 g.
Продължителността им на живот е около 6,9 години. Популацията на вида е стабилна.